# Rey

Corona real.

Rey es un título que se da a un monarca masculino en diversos contextos. Un rey es un monarca absoluto si ostenta los poderes de gobierno sin control, o toda la soberanía sobre una nación; es un monarca limitado si su poder está restringido por leyes fijas; y es absoluto, cuando ostenta todo el poder legislativo, judicial y ejecutivo, o cuando los poderes legislativo o judicial, o ambos, son conferidos a otras personas por el rey. Los reyes son soberanos hereditarios cuando ostentan los poderes de gobierno por derecho de nacimiento o herencia, y electivos cuando son elevados al trono por elección. Su equivalente femenino es reina.
- En el contexto de la prehistoria, la antigüedad y los pueblos indígenas contemporáneos, el título puede referirse a la realeza tribal. La realeza germánica está emparentada con las tradiciones indoeuropeas de gobierno tribal (por ejemplo, r-jan en hindi, reiks en gótico, rí en irlandés antiguo, etc.).
- En el contexto de la Antigüedad clásica, rey puede traducirse en latín como rex y en griego como arconte o basileos.
- En el feudalismo europeo clásico, el título de rey como gobernante de un reino se entiende como el rango más alto en el orden feudal, potencialmente sujeto, al menos nominalmente, sólo a un emperador (remontándose a los reyes clientes de la República Romana y el Imperio Romano).[1]
- En un contexto moderno, el título puede referirse al gobernante de una de las diversas monarquías modernas (absolutas o constitucionales). El título de rey se utiliza junto a otros títulos para monarcas: en Occidente, emperador, gran príncipe, príncipe, archiduque, duque o gran duque, y en el mundo islámico, malik, sultán, emir o hakim, etc.[2]
- Cada una de las ciudades-estado del Imperio azteca tenía un tlatoani. Éstos eran los reyes de la Mesoamérica prehispánica. El Huey Tlatoani era el emperador de los aztecas.[3]

El término rey también puede referirse a un rey consorte, título que a veces se da al marido de una reina reinante, pero el título de príncipe consorte es más común.

## Significado
El rey es un jefe de Estado que ejerce el poder, ya sea absoluto, constitucional o electivo. Los reyes y las reinas pueden ser o no, dependiendo del estilo de gobierno de una nación o país, soberanos de un reino, colocando el ejercicio de los poderes monárquicos sobre un territorio llamado reino, bajo una política de gobierno conocida como monarquía. Un rey y una reina son los únicos monarcas existentes que reinan dentro de un territorio.
El título de rey es el título supremo de nobleza y el estatus social más alto que se puede tener. El rey tiene un estatus nobiliario superior al del príncipe.
El equivalente femenino del rey es la reina, aunque el término "reina" también puede referirse a una soberana por derecho propio, una reina reinante, o a la esposa de un rey, una reina consorte. El marido de una reina reinante se denomina a veces rey consorte, pero es más común referirse a él como príncipe consorte. Su familia se denomina familia real.
Un rey o una reina pueden llevar una corona, un manto real u otros símbolos que representen su poder real, como un cetro, o un documento que formalice y sostenga o defina su autoridad, como la Carta Magna de 1215, que determinó los poderes que podía y no podía ostentar el rey Juan I de Inglaterra.
El Estado es gobernado por el rey, ya sea una monarquía absoluta o una monarquía constitucional.
Desde un punto de vista antropológico, el título de rey a veces también está relacionado con connotaciones de carácter sagrado o espiritual.

## Funciones
En la época del Imperio Romano, un rey era el líder reconocido por la Antigua Roma de un pueblo que formaba parte del imperio o era vecino de él. A menudo, el rey era investido o impuesto a una población considerada menos desarrollada u hostil al imperio, sin que hubiera herencia ni elección. Más tarde, para las cancillerías bizantinas o papales, el rey era la persona que desempeñaba de facto un papel preeminente en el seno de un pueblo, ya que el Papa o el emperador podían conferirle una dignidad dentro de la jerarquía tradicional del imperio (conde, cónsul, etc.).
El papel principal del rey es la preservación autoritaria del orden social, combinando las funciones de juez principal, caudillo y garante de la cohesión social. Es ajeno a las órdenes, partidos o clases sociales que debe mantener en equilibrio. En Francia, por ejemplo, el rey no pertenecía ni al clero, ni a la nobleza, ni a los intereses económicos, ni representaba específicamente a ninguna de estas fuerzas.
Además, la noción de rey combina poderes políticos y sagrados, pero no religiosos —que siguen siendo dominio de sacerdotes, magos o hechiceros— ni el poder de hacer o cambiar leyes y costumbres. En ciencia política, el término genérico utilizado para designar al primer magistrado de un Estado es príncipe, ya sea rey o presidente electo.
Además, el papel de rey no está necesariamente asociado al poder monárquico: puede haber reyes especiales. En este caso, los romanos y galos tenían dos términos: rex y regulus, correspondientes a "grandes reyes" y "reyes locales". También habían reyes de comunidades, reyes de oficios (el rey de los merceros), "reyes jóvenes" elegidos cada año en un pueblo, o simplemente para una fiesta o un baile.

## Historia
Las monarquías en Europa en la Edad Media cristiana derivaron su reivindicación de la cristianización y el derecho divino de los reyes, en parte influidos por la noción de realeza sacra heredada de la antigüedad germánica.
La Alta Edad Media comienza con la fragmentación del antiguo Imperio Romano de Occidente en reinos bárbaros. En Europa occidental, el reino de los francos se convirtió en el Imperio Carolingio en el siglo VIII, y los reinos de la Inglaterra anglosajona se unificaron en el Reino de Inglaterra en el siglo X.
Con la desintegración del Imperio Carolingio en el siglo IX, el sistema feudal sitúa a los reyes a la cabeza de una pirámide de relaciones entre señores feudales y vasallos, dependientes del gobierno regional de los barones (o baronesas), y de los cargos intermedios de condes (o condesas) y duques (o duquesas). El núcleo del señorialismo feudal europeo en la Alta Edad Media fueron los territorios del antiguo Imperio Carolingio, es decir, el Reino de Francia y el Sacro Imperio Romano Germánico (centrado  en los reinos nominales de Alemania e Italia).
En el transcurso de la Edad Media europea, los reinos europeos experimentaron una tendencia general a la centralización del poder, de modo que en la Baja Edad Media existían en Europa varios reinos grandes y poderosos, que se convertirían en las grandes potencias de Europa en la Edad Moderna.
- En la península ibérica, los restos del Reino Visigodo, los pequeños reinos de Asturias y Pamplona, se expandieron hacia el Reino de Portugal, la Corona de Castilla y la Corona de Aragón con la Reconquista en curso.
- En el sur de Europa, el Reino de Sicilia se estableció tras la conquista normanda de Italia Meridional. El Reino de Cerdeña fue reclamado como título independiente por la Corona de Aragón en 1324. En los Balcanes, el Reino de Serbia se estableció en 1217.
- En Europa Central, el Reino de Hungría se estableció en el año 1000 tras la cristianización de los magiares. Los reinos de Polonia y Bohemia se establecieron dentro del Sacro Imperio Romano Germánico en 1025 y 1198, respectivamente.
- En Europa del Este, el Gran Ducado de Moscú no reclamó técnicamente el estatus de reino hasta el inicio del zarismo moderno de Rusia.
- En el norte de Europa, los reinos tribales de la Época Vikinga se expandieron en el siglo XI hasta convertirse en el Imperio del Mar del Norte bajo el reinado de Canuto el Grande, rey de Dinamarca, Inglaterra y Noruega. La cristianización de Escandinavia dio lugar a los reinos "consolidados" de Suecia y Noruega y, al final del periodo medieval, a la panescandinava Unión de Kalmar.

## Reyes contemporáneos
Para 2023, dieciocho reyes son reconocidos como jefes de Estado de estados soberanos, es decir, monarcas cuyos títulos nativos se traducen oficial o comúnmente al español como rey.
La mayoría de estos reyes actúan como jefes de Estado en monarquías constitucionales. Sin embargo, aquellos que gobiernan monarquías absolutas incluyen al Rey de Arabia Saudita y al Rey de Suazilandia.
| Estado soberano                                                                      | Retrato | Rey                                                                  | Título                                  | Casa                    | Rey desde                | Tipo de monarquía           |
| ------------------------------------------------------------------------------------ | ------- | -------------------------------------------------------------------- | --------------------------------------- | ----------------------- | ------------------------ | --------------------------- |
| Reino de Noruega                                                                     |         | Harald V, Rey de Noruega                                             | konge                                   | Glücksburg              | 17 de enero de 1991      | Hereditario, Constitucional |
| Reino de Suecia                                                                      |         | Carlos XVI Gustavo, Rey de Suecia                                    | konung                                  | Bernadotte              | 15 de septiembre de 1973 | Hereditario, Constitucional |
| Reino de España                                                                      |         | Felipe VI, Rey de España                                             | rey                                     | Borbón                  | 19 de junio de 2014      | Hereditario, Constitucional |
| Reino de los Países Bajos                                                            |         | Guillermo Alejandro, Rey de los Países Bajos                         | koning                                  | Orange-Nassau           | 30 de abril de 2013      | Hereditario, Constitucional |
| Reino de Bélgica                                                                     |         | Felipe, Rey de los belgas                                            | koning / roi / König                    | Sajonia-Coburgo y Gotha | 21 de julio de 2013      | Hereditario, Constitucional |
| Reino de Arabia Saudita                                                              |         | Salman, Rey de Arabia Saudita                                        | ملك malik                               | Saúd                    | 23 de enero de 2015      | Hereditario, Absoluto       |
| Reino Hachemita de Jordania                                                          |         | Abdalá II, Rey de Jordania                                           | ملك malik                               | Hachemís                | 7 de febrero de 1999     | Hereditario, Constitucional |
| Reino de Marruecos                                                                   |         | Mohammed VI, Rey de Marruecos                                        | ملك malik                               | Alaui                   | 23 de julio de 1999      | Hereditario, Constitucional |
| Reino de Baréin                                                                      |         | Hamad bin Isa Al Khalifa, Rey de Baréin                              | ملك malik                               | Al Jalifa               | 14 de febrero de 2002    | Hereditario, Constitucional |
| Reino de Tailandia                                                                   |         | Vajiralongkorn, Rey de Tailandia                                     | กษัตริย์ kasat                             | Chakri                  | 13 de octubre de 2016    | Hereditario, Constitucional |
| Reino de Bután                                                                       |         | Jigme Khesar Namgyel Wangchuck, Rey de Bután                         | འབྲུག་རྒྱལ་པོ་ druk gyalpo                   | Wangchuck               | 9 de diciembre de 2006   | Hereditario, Constitucional |
| Reino de Camboya                                                                     |         | Norodom Sihamoni, Rey de Camboya                                     | ស្ដេច sdac                                | Norodom                 | 14 de octubre de 2004    | Electivo, Constitucional    |
| Reino de Tonga                                                                       |         | Tupou VI, Rey de Tonga                                               | king / tu'i                             | Tupou                   | 18 de marzo de 2012      | Hereditario, Constitucional |
| Reino de Lesoto                                                                      |         | Letsie III, Rey de Lesoto                                            | king / morena                           | Moshesh                 | 7 de febrero de 1996     | Hereditario, Constitucional |
| Reino de Suazilandia                                                                 |         | Mswati III, Rey de Suazilandia                                       | ngwenyama                               | Dlamini                 | 25 de abril de 1986      | Hereditario, Absoluto       |
| Reino Unido de Gran Bretaña e Irlanda del Norte y otros 14 reinos de la Mancomunidad |         | Carlos III, Rey del Reino Unido y otros 14 reinos de la Mancomunidad | Rey                                     | Windsor                 | 8 de septiembre de 2022  | Hereditario, Constitucional |
| Reino de Dinamarca                                                                   |         | Federico X, Rey de Dinamarca                                         | Konge                                   | Glücksburg              | 14 de enero de 2024      | Hereditario, Constitucional |
| Reino de Malasia                                                                     |         | Sultán Ibrahim, Rey de Malasia                                       | Yang di-Pertuan Agong / يڠ دڤرتوان اݢوڠ | Temenggong              | 31 de enero de 2024      | Electivo, Constitucional    |